# هوهانس چالتیکیان
هوهانس چالتیکیان (ارمنی: Հովհաննես Հակոբի Չալթիկյան؛  زادهٔ ۲۲ نوامبر ۱۹۰۲ - درگذشته ۸ مارس ۱۹۷۲) یک شیمی‌دان و استاد اهل ارمنستان بود.

## زندگی‌نامه
در ۲۲ نوامبر ۱۹۰۲ در قارص به دنیا آمد و از دانشگاه دولتی ایروان (۱۹۲۷) فارغ‌التحصیل شد. وی در دانشگاه ملی پلی‌تکنیک ارمنستان و دانشگاه دولتی ایروان فعالیت می‌کرد. وی عضو مکاتبه‌ای فرهنگستان ملی علوم ارمنستان (۱۹۶۱) بود. وی همچنین برنده دانشمند شایسته ارمنستان شوروی (۱۹۸۰) و نشان لنین شده است. وی در ۸ مارس ۱۹۷۲ در سن ۶۹ سالگی در ایروان درگذشت.

## یادداشت
1. ↑  քիմիական գիտությունների դոկտոր